# Европейская медиагруппа
ООО «Европе́йская медиагру́ппа» (ЕМГ) — российский радиовещательный холдинг. Включает в себя национальные радиовещательные сети «Европа Плюс», «Дорожное радио», «Ретро FM», «Новое радио», «Studio 21», «Радио 7 на семи холмах», «Эльдорадио» (Санкт-Петербург), региональную радиостанцию «Калина красная (радиостанция) », еженедельное издание «Профиль» и интернет-ресурс Profile.ru. Владеет, совместно с Газпром-медиа, телеканалом Europa Plus TV.

## История
Была создана в 1990 году.
30 апреля 1990 года в Москве начинает вещание радиостанция «Европа Плюс» на частотах УКВ (69,8 МГц) и на средних волнах (1260 кГц) и становится первой коммерческой радиостанцией в СССР. Контрольный пакет (51 %) акций станции принадлежит Europe Plus France, остальные 49 % — Внешнеэкономическому объединению «Совтелеэкспорт». 12 января 1991 года в эфир выходит радиостанция «Европа Плюс Ленинград», таким образом, положено начало развитию федеральной сети вещания. Третьим городом в сети «Европы Плюс» месяцем позже становится Самара, в этом же году возможность слушать программы станции появляется у жителей Нижнего Новгорода, Тольятти и Волгограда.
В 1992 году «Европа Плюс» получает лицензию на FM-частоту 106,2. Тогда же лицензию на московскую частоту получает и станция «Радио 7 на семи холмах», владельцем которой в тот момент была американская компания Metro Media.
13 января 1995 года в эфире «Радио-1 Останкино» появляются программы «Радио Ретро представляет», они выходят в эфир отдельными блоками длительностью 5 часов. 14 февраля 1996 года в УКВ-диапазоне начинает вещание «Радио Ретро». 29 мая 2003 года радиостанция «Радио Ретро» изменяет формат на более современный GOLD RETRO и получает название «Ретро FM». Московская частота вещания — 88,3 FM.
17 февраля 2004 года Europe Plus France, входящая в холдинг Lagardere, становится единственным собственником ЗАО «Европа Плюс».
В 2006 году на базе радиостанций «Европа Плюс» и «Ретро FM» создается «Европейская медиагруппа» (ЕМГ). В этом же году в состав холдинга входят радиостанции «Радио 7 на семи холмах» (московская частота — 104,7 FM) и «Мелодия».
До конца 2011 года холдингом владела французская медиакорпорация Lagardere, бизнес которой выкупил «Сибирский деловой союз» за 162 млн долл. С тех пор собственником являлось ООО «СДС Медиахолдинг», входящее в головной холдинг «СДС». Его владельцами считаются его глава Михаил Федяев и единоросс, депутат Государственной думы VI созыва Владимир Гридин. Весной 2012 года Екатерина Тихомирова сменила основателя компании и радиостанций «Европа Плюс» и «Ретро FM») Жоржа Полински на посту генерального директора, ушедшего с заявлением о давлении со стороны акционеров компании и о нежелании быть «марионеткой в руках […] партии „Единая Россия“ и господина Гридина».
В 2012 году в состав «Европейской медиагруппы» входит «Радио Спорт» (московская частота вещания — 93,2 FM). 1 января 2014 года проходит ребрендинг «Радио Спорт», и радиостанция получает название «Спорт FM». К началу Олимпийских игр в Сочи запущена единственная в России федеральная сеть спортивного радиовещания.
14 апреля 2014 года «Европейская медиагруппа» завершает сделку по приобретению федеральной сети радиостанции «Дорожное радио» (частота в Москве — 96,0).
1 декабря 2014 года в Рязани, Ставрополе, Тольятти, Белгороде, Мурманске на частотах, где ранее вещала радиостанция «Кекс FM», вышел в эфир новый проект «Европейской медиагруппы» — «Радио Для Друзей». Это радиостанция задумывалась как проект со 100 % отечественной музыки, ориентированный на взрослых думающих слушателей старше 25 лет. Вещание «Кекс FM» продолжается в Москве и Санкт-Петербурге.
В декабре 2015 года ЕМГ представила сервис онлайн-радио Chameleon.fm, который был закрыт через год.
В апреле 2016 года совладельцы и топ-менеджеры Уральской горно-металлургической компании (УГМК) заинтересовались покупкой «Европейской медиагруппы». Федеральная антимонопольная служба (ФАС) в мае зарегистрировала ходатайство ООО «Мелодия» на покупку 74,99 % у ООО «СДС Медиахолдинг», сделка была закрыта в мае. Стоимость холдинга на тот момент, согласно газете «Коммерсант», равнялась 10 млрд рублей.
15 июля 2016 года Екатерина Тихомирова покинула пост генерального директора медиахолдинга. «Акционеры компании предложили мне возглавить совет директоров ЕМГ, но я отказалась, так как это не соответствует моей желаемой роли и целям в жизни. Благодарю всех сотрудников ЕМГ за прекрасные годы совместной работы, всегда всем сердцем буду болеть за ЕМГ», — отметила Тихомирова. Совет директоров принял решение о назначении генеральным директором холдинга Романа Емельянова, который является генеральным продюсером радиостанции «Новое радио». Радиостанция вошла в состав «Европейской медиагруппы» летом того же года.
1 января 2017 года проект Chameleon.fm был закрыт. «Проект подразумевал развитие Chameleon как зонтичного бренда, объединяющего в цифровой среде все радиостанции группы и в перспективе заменяющего бренд каждой из них. Эта стратегия не срабатывала: наши бренды настолько сильны, что загнать их под общий зонтик невозможно без ущерба для каждого из них.» — гендиректор ЕМГ
В начале июля 2017 года совладельцы Уральской горно-металлургической компании (Игорь Кудряшкин, Андрей Козицын и Андрей Бокарев) консолидировали 100 % ЕМГ.
В декабре 2017 года холдингом был приобретён последний актив Издательского дома Родионова — журнал «Профиль».
Также 21 декабря 2017 года в Тольятти на частоте 107,4 начала свою работу радиостанция Studio 21, которая с 2018 года заменила Спорт FM.
С 16 ноября 2018 года в составе ЕМГ появляется новый формат — радио авторской песни «Калина красная». Региональное вещание запущено в Тольятти на частоте 107.4 FM, в ближайшем будущем радиостанция появится в Ставрополе на частоте 102.6 FM и в Рязани на частоте 106.7 FM. С 1 июня 2023 года Калина красная (радиостанция)  начала вещание в Москве на частоте 89.5 FM. Ранее на  этой частоте вещала московская радиостанция «Megapolis FM».

## Финансовые показатели
По итогам 2017 года консолидированная выручка группы от рекламы по МСФО увеличилась на 6,8 %, (без учёта новых активов — компании «Новое Радио» и журнала «Профиль»). Операционный результат холдинга за 2017 год составил 766,3 млн рублей, что на 33,5 % выше, чем годом ранее.

## Активы холдинга (СМИ)
В состав ЕМГ входят 8 радиостанций, печатное издание, интернет-ресурс, музыкальный телеканал в числе которых:

### Вещающие
- Европа Плюс,
- Дорожное радио,
- Ретро FM,
- Новое радио,
- Радио 7 на семи холмах,
- STUDIO 21,
- Эльдорадио (Санкт-Петербург),
- Калина Красная (Алчевск, Брянск, Владимир, Вологда, Горловка, Донецк, Енакиево, Ижевск, Липецк, Луганск, Макеевка, Москва, Мурманск, Нижний Тагил, Орёл и Тольятти),
- Журнал «Профиль»,
- Интернет-ресурс profile.ru,
- Телеканал Europa Plus TV (совместно с Газпром-медиа).

## Внеэфирные проекты холдинга
- Ежегодный опен-эйр радиостанции «Европа Плюс» «Europa Plus LIVE»
- Клубный проект радиостанции «Европа Плюс» «Живой завтрак с Бригадой У»
- Ежегодная народная премия радиостанции «Дорожное радио» «Звёзды Дорожного радио»
- Ежегодный концерт ко дню города Москвы радиостанции «Дорожное радио» «С днём рождения, Москва!»
- Ежегодный международный музыкальный фестиваль радиостанции «Ретро FM» «Легенды Ретро FM»
- Круизный проект «Ретро FM» «Круиз Ретро FM» — путешествие на пароме по Италии, Франции и Испании.
- Музыкальные премии радиостанции «Новое Радио» «Высшая Лига» и «Новое радио Awards»